# Mysmenopsis femoralis
Mysmenopsis femoralis là một loài nhện trong họ Mysmenidae.
Loài này thuộc chi Mysmenopsis. Mysmenopsis femoralis được Eugène Simon miêu tả năm 1897.